# Adam Botek
Adam Botek né le 5 mars 1997 à Komárno, est un kayakiste slovaque pratiquant la course en ligne.